# 골딘 파이낸스 117
골딘 파이낸스 117(중국어: 高银金融117, 영어: Goldin Finance 117), 혹은 차이나 117 타워(중국어: 中国117大厦, 영어: China 117 Tower)는 중화인민공화국 톈진시에 건설 중인 마천루다. 중국의 골딘 금융 그룹의 톈진 사옥으로 건설되며, 지상 128층으로 그 중 117층은 주거와 호텔, 상업용이다. 전망대가 생길 예정인데 높이가 579m로 아랍에미리트 두바이 부르즈할리파(575m)를 제치고 세계에서 가장높은 전망대가 된다.

## 같이 보기
- 마천루 목록
- CTF 톈진
- 톈진 세계금융센터
- 100층 이상의 마천루 목록